# プロメトリック
プロメトリック（Prometric）は、テスト実施業界の中で大きな市場占有率を持つアメリカ合衆国の企業。非営利団体である教育試験サービス（ETS）の子会社。
米国公認会計士試験、米国建築家登録試験、USPTO登録試験などの多くの重要な認定試験がすべてプロメトリックの会場で実施される。
また、日本法人としてプロメトリック株式会社（Prometric Japan Co., Ltd.）が設立されている。

## 沿革
会社概要より。
- 1990年 - 米国でDrake Training & Technologies創業。
- 1991年 - 日本法人のドレイク・トレーニング・テクノロジーズ株式会社設立。
- 1992年 - 米国本社・日本法人とも社名変更。Drake Training & Technologies→Drake Prometric、ドレイク・トレーニング・テクノロジーズ株式会社→ドレイク・プロメトリック株式会社。
- 1995年 - Sylvan Learning SystemsがDrake Prometricを吸収合併、Sylvan Prometricとなる。
- 1996年 - 日本法人、シルバン・プロメトリック株式会社に社名変更。
- 2000年 - Thomson LearningがSylvan Prometricを買収。日本法人、プロメトリック株式会社に社名変更。リクルートが資本参加。アール・プロメトリック株式会社に社名変更。
- 2007年 - 米国本社がETSの子会社となる。日本法人もリクルートとの資本提携を解消、Prometricの100%子会社となり現在のプロメトリック株式会社に社名変更。

## テスト環境
プロメトリックの提供するテスト環境には厳重な管理がされている。写真による識別を含む2つの本人確認が必ずなされる必要があり、またテスト主体からのスケジュールの通知も必ず提示する必要がある。試験室にはすべてのブースでの動向を記録しているビデオカメラが存在する。試験室ではあらゆる帽子、時計、ポケベル、携帯電話、またはカンニングを容易にすることができるその他の機器の持ち込みが許可されない。更にCBT試験の場合は筆記用具の持ち込みも禁止されている。その場合、試験室に持ち込みができるのは、テスト前に監督員から渡される「受験セット」が唯一である。
プロメトリックのテストセンターは、すべてのアメリカ合衆国の州と準州にあるほか、アメリカ以外の多くの国に存在する。しかし、特定のテストが米国の外で受けられるかどうかはテストの実施主体次第である。例えば、プロメトリック試験センターが世界中に存在しているにもかかわらず、米国公認会計士試験を含むいくつかのテスト実施主体は、アメリカ合衆国外のセンターでテストを提供しないようにプロメトリックに指示している。

## 日本法人
プロメトリック株式会社（Prometric Japan Co., Ltd.）は、米国プロメトリック100%出資による日本法人。かつてはリクルートとの合弁で、リクルートの「R」を付けた、アール・プロメトリックという社名だった。

### 基本情報
- 本社所在地：〒101-0062 東京都千代田区神田駿河台4-6 御茶ノ水ソラシティ アカデミア5F
- 設立：1991年3月
- 資本金：1億6012万5000円

### 実施試験

#### IT
- EXIN ITIL(R)
- ドットコムマスター
- XMLマスター

など。

#### 語学
- TOEFL iBT
- The Graduate Record Examinations (GRE)

など。

#### 金融
- 二種外務員

など。